# Bernard H.52
Bernard H.52 là một loại thủy phi cơ tiêm kích của Pháp trong thập niên 1930.

## Tính năng kỹ chiến thuật
Dữ liệu lấy từ The Complete Book of Fighters
Đặc tính tổng quan
- Kíp lái: 1
- Chiều dài: 9,30 m (30 ft 6 in)
- Sải cánh: 11,50 m (37 ft 9 in)
- Chiều cao: 4,27 m (14 ft 0 in)
- Diện tích cánh: 18,2 m2 (196 foot vuông)
- Trọng lượng rỗng: 1.480 kg (3.263 lb)
- Trọng lượng có tải: 1.888 kg (4.162 lb)
- Động cơ: 1 × Gnome-Rhône 9Kdrs , 370 kW (500 hp)

Hiệu suất bay
- Vận tốc cực đại: 328 km/h (204 mph; 177 kn) trên độ cao 4.000 m (13.125 ft)
- Vận tốc tắt ngưỡng: 61 km/h (38 mph; 33 kn) [2]
- Tầm bay: 600 km (373 mi; 324 nmi)
- Trần bay: 8.500 m (27.887 ft) [2]
- Thời gian lên độ cao: 9 phút lên độ cao 4.000 m (13.125 ft)

Vũ khí trang bị

- Súng: 2× súng máy Darne 7,5 mm